# Aleksandrovo-Gaysky (huyện)
Huyện Aleksandrovo-Gaysky (tiếng Nga: ? райо́н) là một huyện hành chính tự quản (raion), của Tỉnh Saratov, Nga. Huyện có diện tích 2677 km². Trung tâm của huyện đóng ở Aleksandrovo-Gay.